# Großsteingrab Matzwitz
Die Großsteingrab Matzwitz (auch Großsteingrab Panker LA 33) war eine megalithische Grabanlage der jungsteinzeitlichen Nordgruppe der Trichterbecherkultur bei Matzwitz, einem Ortsteil der Gemeinde Panker im Kreis Plön in Schleswig-Holstein. Es wurde vermutlich im 18. Jahrhundert zerstört. Seine Überreste wurden 1985 entdeckt und archäologisch untersucht.

## Lage
Das Grab lag nordwestlich von Matzwitz auf einem Feld.

## Forschungsgeschichte
Wann genau das Grab zerstört wurde, ist nicht sicher bekannt; vermutlich wurde es bereits im 18. Jahrhundert abgetragen. Seine Überreste wurden 1985 entdeckt und im Sommer dieses Jahres von Mitarbeitern des Archäologischen Landesamtes Schleswig-Holstein unter der Leitung von W. Bauch und D. Stoltenberg ausgegraben. Die Grabung wurde 2001 von Klaus Hirsch im Rahmen einer Diplomarbeit aufgearbeitet. Ein erster kurzer Bericht erschien noch im gleichen Jahr und eine ausführliche Publikation folgte 2008. Ebenfalls 2008 wurde eine anthropologische Auswertung der Knochenfunde durch Kristin Gebhardt und Inge Schröder publiziert.

## Beschreibung

### Architektur
Das Grab dürfte ursprünglich überhügelt gewesen sein, der Hügel wurde durch Pflügen jedoch völlig eingeebnet und es haben sich keine Reste davon erhalten. Bei der Grabung wurden nur noch Reste der Grabkammer festgestellt. Es handelte sich um ein ost-westlich orientiertes Ganggrab vom Untertyp Holsteiner Kammer. Die Kammer hatte einen leicht trapezförmigen Grundriss, eine Länge von 6,35 m und eine Breite zwischen 1,2 m und 1,9 m. Sämtliche Wand- und Decksteine fehlen, von mehreren Wandsteinen wurden aber noch Standspuren festgestellt. Der Kammerboden besaß ein Pflaster aus gespaltenen und teilweise behauenen Platten aus Sandstein, Kalkstein und Gneis. Darüber lag eine Schicht aus gebranntem Feuerstein und stellenweise auch eine Schicht aus Kies. Durch senkrechte Steinplatten und wahrscheinlich auch durch Holzbohlen war die Kammer in mehrere Quartiere unterteilt worden. Der anstehende Lehmboden unterhalb des Pflasters war an einigen Stellen rot verziegelt.
Östlich der Mitte der südlichen Langseite war der Kammer ein Gang vorgelagert. Den Übergang vom Gang zur Kammer markierte ein Schwellenstein, dessen Standspur sich noch erhalten hatte.

### Bestattungen
Die Knochen der Bestatteten lagen nicht im anatomischen Verband und waren stark fragmentiert. Insgesamt wurden über 1.000 Fragmente menschlicher Knochen gefunden. Es handelt sich damit um den größten jungsteinzeitlichen Fundkomplex menschlicher Knochen in Schleswig-Holstein. Die Verwendung von Kalksteinplatten für das Kammerpflaster sowie der kalkreiche anstehende Boden sorgten hier für eine deutlich bessere Knochenerhaltung als in vielen anderen vorgeschichtlichen Grabanlagen Schleswig-Holsteins. Die Knochen lagen nicht gleichmäßig verteilt, sondern wurden hauptsächlich im Mittelteil der Kammer gefunden. Nach einer ersten Untersuchung gehören die Knochen zu mindestens 15 Individuen, darunter fünf Kinder.

### Beigaben

#### Keramik
Bei der Untersuchung des Grabes wurden 970 Keramikscherben gefunden, die sich zu 33 Gefäßen rekonstruieren ließen. Bei 17 Gefäßen konnte weder die Form noch die Zeitstellung genauer bestimmt werden. Der ursprünglichen trichterbecherzeitlichen Nutzungsphase des Grabes lässt sich lediglich eine Schultertase zuordnen. Sieben weitere Gefäße (fünf Kugelamphoren und zwei Schalen) gehören zu Nachbestattungen der Kugelamphorenkultur. Zwei unverzierte Becher lassen sich nicht sicher zuordnen. Sie könnten ebenfalls der mittelneolithischen Kugelamphorenkultur oder der jungneolithischen Einzelgrabkultur bzw. dem Spätneolithikum. Ein Topf und ein Henkelgefäß gehören wahrscheinlich zu einer Bestattung der älteren Bronzezeit.

#### Feuersteingeräte
Es wurden 1077 Artefakte aus Feuerstein gefunden. Dabei handelte es sich um 905 Abschläge, 24 Kernsteine, 100 sogenannte B-Klingen, 13 querschneidige Pfeilspitzen, ein dünnackiges Beil vom Typ Blandebjerg, zwei Sichelklingen, vier Feuerschläger und sechs sogenannte A-Klingen. Ein Spitzgerät wurde nicht zusammen mit den anderen Stücken in der Kammer, sondern im Pflughorizont gefunden. Ob es sich auch um eine Grabbeigabe handelt, ist fraglich.

#### Knochen- und Geweihgeräte
In der Kammer wurden acht Knochengeräte (fünf Beitel, zwei Pfrieme und eine spindelförmige Spitze) sowie ein Retouschierwerkzeug aus Geweih und eine bearbeitete Geweihstange gefunden. Solche Funde sind eher für Siedlungen als für Grabanlagen typisch.

#### Schmuck
An Schmuckstücken wurden Bruchstücke von etwa 37 Perlen und Anhängern aus Bernstein gefunden. Mehrere doppelaxt- und doppelkeulenförmige Stücke sind sehr wahrscheinlich der Trichterbecherkultur, möglicherweise auch der Kugelamphorenkultur zuzuordnen. Einige röhrenförmige Perlen könnten auch der Einzelgrabkultur oder dem Spätneolithikum angehören.
Ein Bronzefragment, das im Pflughorizont oberhalb der Kammer gefunden wurde, dürfte zu einer Nachbestattung aus der älteren Bronzezeit gehören. Es stammt wohl von einem Armring oder einer Armspirale.

#### Tierknochen
Funde von mehreren Haustierknochen (Rind, Schwein, Schaf/Ziege) werden als Reste von Speisebeigaben interpretiert. Hundeknochen könnten ebenfalls von Speisebeigaben oder von einer Tierbestattung stammen. Die gefundenen Wildtierknochen stammen vom Igel, Hasen, Seeadler und der Ente (möglicherweise Stockente). Bei den Hasen- und Entenknochen dürfte es sich ebenfalls um Reste von Speisebeigaben handeln. Vom Seeadler wurde lediglich ein Radius aus dem Flügel gefunden. Schnittspuren belegen, dass er vom Humerus getrennt worden war. Bei den Igelknochen handelt es sich um drei Unterkieferhälften. Hier belegen Schabspuren, dass sie von Fleisch gereinigt wurden. Vielleicht handelte es sich bei diesen Knochen um Amulette oder Trachtbestandteile.